# Gyapay Zoltán
Gyapay Zoltán (Csorna, 1960. június 5. –) magyar politikus, 1998-tól 2006-ig országgyűlési képviselő a Fidesz-frakcióban. 1994 és 2014 között Öskü polgármestere.

## Életpályája
1978-ban Keszthelyen a mezőgazdasági szakközépiskolában növénytermesztő és állattenyésztő képesítést szerzett. 1978-tól 1979-ig a Volán keszthelyi vállalatánál dolgozott forgalmi gyakornokként, 1979-től 1982-ig karbantartó műszerész beosztásban végezte munkáját Balatonfűzfőn, 1989-től ugyanitt üzemmérnökként, 1990-1994 között pedig tervező gépészmérnökként dolgozott.
1989-ben gépészmérnöki diplomát szerzett a BME-n.
1994 óta az ösküi Forrás Népdalkör tagja. 1998-tól részt vett az Országos Bűnmegelőzési Egyesület dunántúli elnökségének a munkájában.

## Családja
Házastársa Mekota Irén, gyermekeik: Péter, Edit, és Anna.

## Politikai tevékenysége
1990 óta tagja Öskü település képviselő-testületének, 1991-1994 között alpolgármester. 1994-ben az önkormányzati választásokon a Fidesz támogatásával polgármesterré választották a községben. 1998-ban az országgyűlési választásokon fideszes jelöltként egyéni mandátumot szerzett Veszprém megye 5. választókerületében (Várpalota). 1998-ban újból Öskü polgármesterévé választották. 2000-ben lépett be a Fideszbe. 2002-ben az országgyűlési választásokon ismét egyéni mandátumot szerzett Veszprém megye 5. vk.-ben. 2006-ban nem indult el az országgyűlési választásokon, az őszi önkormányzati választáson azonban mint fideszes jelöltet, újból polgármesterré választották.